# Milivoj Omašić
Milivoj Omašić (Sinj, 6. prosinca 1945.) je hrvatski televizijski producent i bivši hrvatski košarkaš. Hrvatskog je podrijetla, a po djedu je Poljak (koji je došao u Sinj kao časnik austro-ugarske vojske, gdje je ostao, oženio se i dobio obitelj). Bivši je reprezentativac Jugoslavije i hrvatski reprezentativac (turniri republika).
Rodio se je u Sinju. U Sinju je išao u osnovnu školu. Srednju je tekstilnu školu završio u Zagrebu, jer je bio stipendist sinjskog tekstilnog poduzeća Dalmatinke. Košarka mu nije bila neki posebni cilj u životu, no društvo ga je povuklo te je zaigrao za Elektrostroj iz Zagreba. Igrajući u zagrebačkoj juniorskoj ligi skrenuo je pozornost na sebe jer je velikim klubovima ubacio mnogo koševa. Primijetio ga je tehniko zagrebačke Lokomotive Vladimir Anzulović koji ga je doveo u Lokomotivu. Prvo je studirao na Fakultetu za fizičku kulturu koji je prekinuo nakon jedne godine te je upisao kemijski smjer na Tekstilnom fakultetu, gdje je diplomirao. Ukupno je za Lokomotivu, kasniju Cibonu, odigrao 279 službenih utakmica te postigao 3801 koš. 
Poslije igračke karijere okrenuo se radu na televiziji, gdje je postao producent športskog programa. Na Televiziji Zagreb odnosno HRT-u dugo godina radi na tom mjestu.

## Klupska karijera
Igrao je za sinjski Tekstilac te za Elektrostroj i Lokomotivu iz Zagreba. 
Sa sinjskim je Tekstilcem bio doprvak Hrvatske u juniorskoj kategoriji. U završnici izgubili su od Zadra na završnom turniru za juniorskoga prvaka Hrvatske koji se igrao 1958. u Slavonskom Brodu. Omašić je bio najmlađi junior.
1969. je osvojio Kup Jugoslavije u utakmici protiv slovenskog kluba, ljubljanske Olimpije.
Bio je članom sastava koji je igrao odlučujuću prvenstvenu utakmicu protiv splitske Jugoplastike sezone 1970./71. Oba su sastava borila se za svoj prvi naslov državnog prvaka u povijesti. 
Suigrači su mu na toj utakmici bili Petar Jelić, Topić, Nikola Plećaš, Dragan Kovačić, Buva, Davor Rukavina, Većeslav Kavedžija, Eduard Bočkaj, Sučević, Damir Rukavina, Rajko Gospodnetić, a trener Mirko Novosel.
S zagrebačkom Lokomotivom osvojio je Kup Radivoja Koraća 1971./72. godine. Pobijedili su u završnici OKK Beograd. Lokomotiva je igrala u sastavu: Nikola Plećaš, Damir Rukavina, Vjenceslav Kavedžija, Rajko Gospodnetić, Milivoj Omašić, Eduard Bočkaj, Ivica Valek, Zvonko Avberšek, Dragan Kovačić, Petar Jelić, Ante Ercegović, Zdenko Grgić, Srećko Šute. Trenirao ih je Marijan Catinelli.